# Missão Iwakura

Missão Iwakura. O líder da missão era Iwakura Tomomi, mostrado na figura vestindo uma roupa tradicional japonesa.

A Missão Iwakura ou Embaixada Iwakura (岩倉使節団, Iwakura Shisetsudan) foi um missão diplomática japonesa ao redor do mundo, iniciada em 1871 pelos oligarcas do período Meiji. Apesar de esta não ser a única "missão" do tipo, ela foi a mais conhecida e possivelmente a mais importante para a modernização do Japão depois de um longo período de isolação do Ocidente. Foi proposta pela primeira vez pelo influente missionário e engenheiro holandês Guido Verbeck e foi provavelmente baseada no modelo da Grande Embaixada de Pedro I.
A missão Iwakura se seguiu após missões parecidas previamente enviadas pelo Xogunato, tais como a embaixada japonesa nos Estados Unidos (1860), a primeira embaixada do Japão na Europa (1862), e a segunda embaixada japonesa na Europa (1863).

## Composição
A missão foi nomeada e liderada por Iwakura Tomomi no papel de embaixador extraordinário e plenipotenciário, auxiliado por quatro vice-embaixadores, três dos quais (Okubo Toshimichi, Kido Takayoshi, e Ito Hirobumi) também eram ministros no governo japonês. O historiador Kume Kunitake era o diarista oficial, mantendo um relatório detalhado de todos os eventos e impressões. Também participaram um grande número de administradores e acadêmicos, totalizando 48 pessoas.
Além da equipe da missão, cerca de 60 estudantes também participaram. Alguns deles foram deixados para trás a fim de completarem sua educação nos países estrangeiros, incluindo cinco jovens mulheres que permaneceram nos Estados Unidos para estudar, inclusive Tsuda Umeko com então sete anos de idade, que fundou em 1900, após retornar ao Japão, a renomada escola que hoje se chama Faculdade de Tsuda.
Kaneko Kentarō foi deixado nos Estados Unidos também como estudante e mais tarde encontrou-se com Theodore Roosevelt na universidade. Eles se tornaram amigos e sua relação resultou mais tarde na mediação de Roosevelt no final da Guerra Russo-Japonesa e no Tratado de Portsmouth.
Makino Nobuaki, um estudante membro da missão registrou em suas memórias: Juntamente com a abolição do sistema han, a partida da Missão Iwakura para a América e Europa deve ser citada como um dos mais importantes eventos que construíram a fundação de nosso estado após a Restauração.
Nakae Chōmin, que foi um membro da equipe da missão e do Ministério da Justiça do Japão, permaneceu na França para estudar o sistema legal francês com o republicanista radical Emile Acollas. Mais tarde, ele tornou-se um jornalista, pensador e tradutor, introduzindo pensadores franceses como Jean-Jacques Rousseau no Japão.

## Itinerário

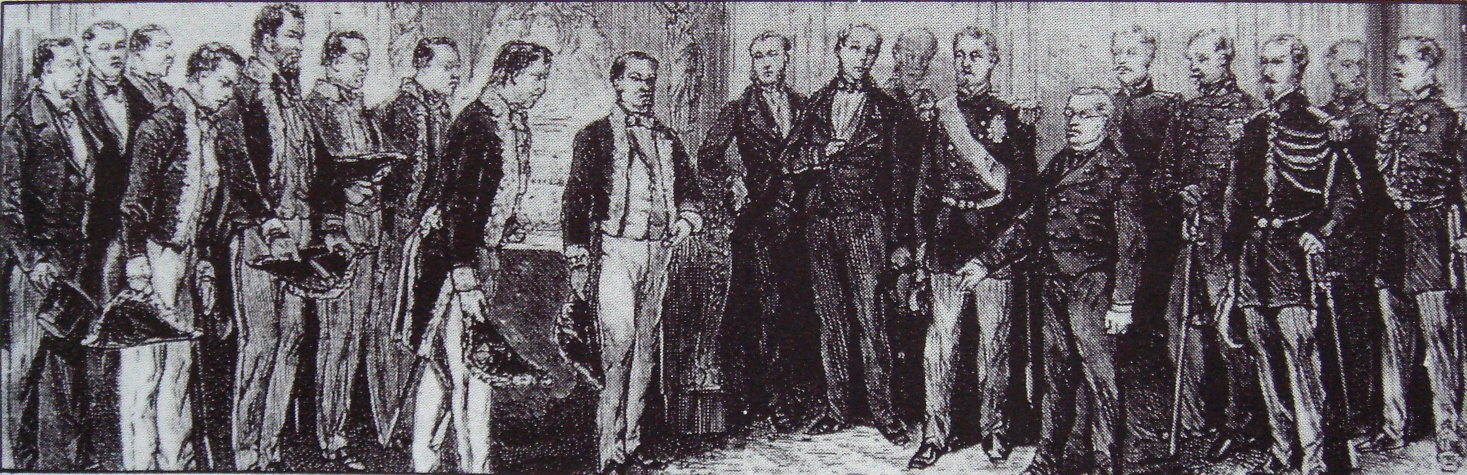
A Missão Iwakura visitando o presidente francês Louis Adolphe Thiers em 1873.

Em 23 de dezembro de 1871, a missão partiu de Yokohama no navio SS America (1869), atracando em San Francisco. A partir de lá, ela continuou até Washington, e então para Grã-Bretanha, França, Bélgica, Holanda, Rússia, Alemanha, Prússia, Dinamarca, Suécia, Bavária, Áustria, Itália e Suíça. Na viagem de volta, Egito, Áden, Sri Lanka, Singapura, Saigon, Hong Kong e Xangai também foram visitadas, embora muito mais brevemente. A missão retornou para o arquipélago em 13 de setembro de 1873, quase dois anos depois da partida.

### Grã-Bretanha
A Missão Iwakura chegou em Londres via Liverpool e Manchester em agosto de 1872 e se dividiu em dois grupos menores que visitaram Liverpool, Manchester, Glasgow, Edinburgo e Newcastle upon Tyne.
Iwakura Tomomi estava na liderança da delegação Manchester-Liverpool que culminou em uma recepção cívica e banquete onde o brinde destacou o papel de liderança da região, em termos mundiais, na manufatura, tecnologia e administração municipal. Em 1997, uma celebração especial marcou o 125º aniversário da visita histórica ao noroeste da Inglaterra.
Em Newcastle upon Tyne eles chegaram em 21 de outubro, permanecendo no Royal Station Hotel, onde eles se encontraram com o industrialista Sir William Armstrong. Havia passado dez anos desde que a missão do bafuku visitou o local.
Eles visitaram a Elswick Engine and Ordnance Works com o Capitão Andrew Noble e George Rendell, inspecionaram as máquinas hidráulicas e os departamentos de perfuração e torneamento e examinaram a construção da gatling da Armstrong. Eles também visitaram a mina de carvão de Gosforth, até mesmo descendo na mina. Mais visitas foram feitas a Bolkcow e Vaughan Iron Works em Middlesbrough e minas de ferro em Cleveland. A Câmara de comércio de Newcastle e Gateshed arrumou uma viagem pelo rio Tyne, passando pela ponte Nova Tyne, a Tharsis Sulphur, Copper Company Hebburn e Jarrow Chemical Works.

## Objetivo e resultado
Os objetivos da missão eram dois:
1. Renegociar os tratados desiguais com os Estados Unidos, Grã-Bretanha e outros países europeus com quais o Japão foi forçado a assinar durante as décadas anteriores.
2. Obter informações sobre educação, tecnologia, cultura e estruturas militar social e econômica dos países visitados a fim de efetuar a modernização do Japão.[3]

Dessas duas metas, a primeira falhou completamente, prolongando a missão por quase um ano, mas também mostrando a importância da segunda meta a seus membros. As tentativas de negociar novos tratados sob melhores condições com os governos estrangeiros levaram-nos a ir além dos mandatos dados pelo governo japonês, o que causou tensão entre a missão e o governo. As falhas e suas estadias prolongadas tornaram-se inúteis quanto a este ponto, o que colocou Okubo e Kido em más condições politicamente. Por outro lado, os membros se impressionaram com a modernização da América e Europa, o que, mais tarde, levou-os a tomarem iniciativas para modernizar o Japão.